# Aerotrèn

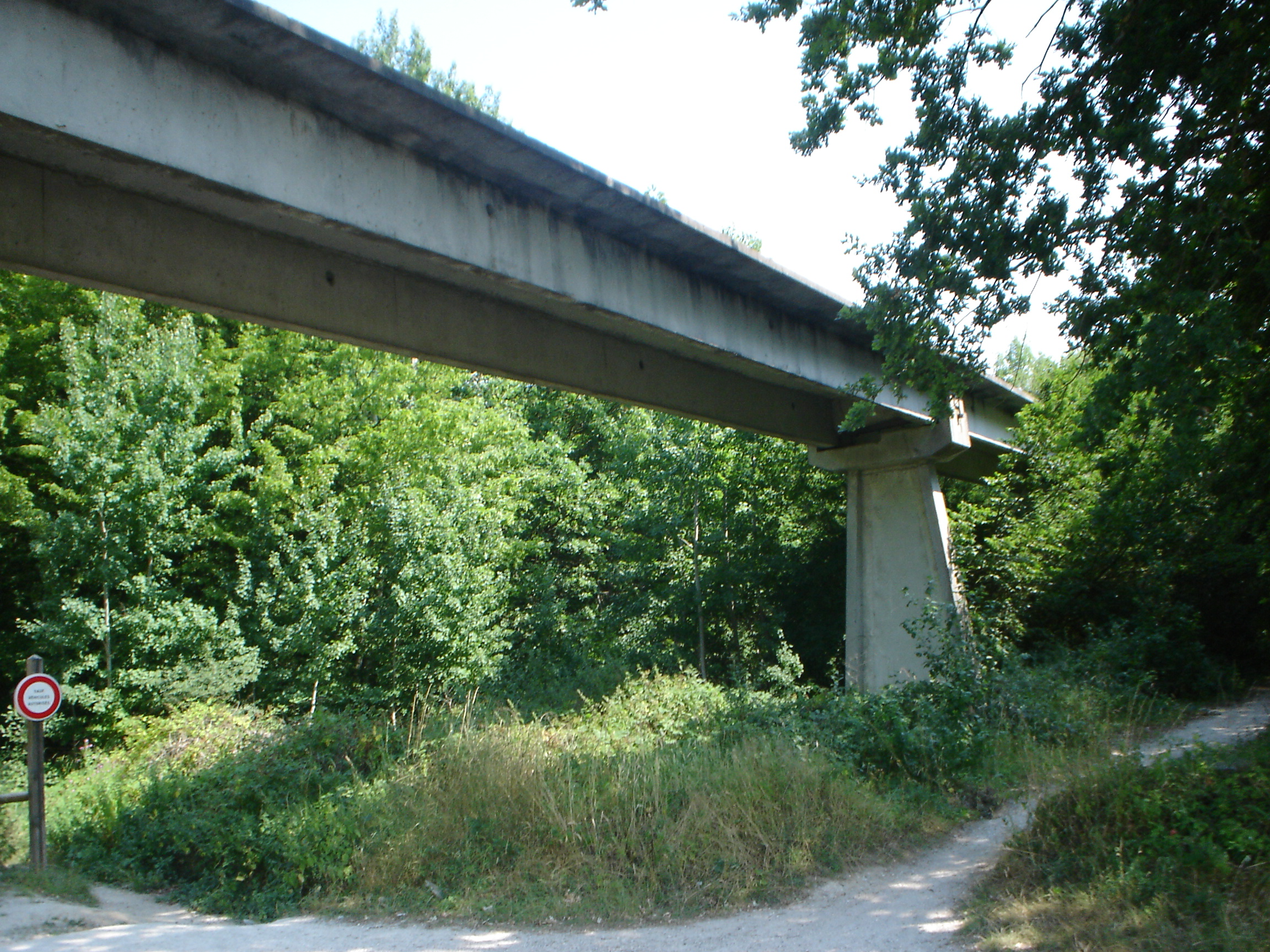
Via de l'aerotrèn al departament de Loiret

L'aerotrèn és un concepte de transport semblant al ferrocarril, la característica bàsica del qual és lliscar sobre un coixí d'aire sobre d'una guia (sovint de formigó). Encara que moltes vegades s'aplica el nom d'aerotrèn a tot vehicle semblant a un ferrocarril que en llargs trams es desplaça de manera elevada sobre el nivell del terreny - tal com el "aeri" usat en la ciutat de Nova York des de finals de segle xix, o el "tren penjant" (Wuppertaler Schwebebahn) de la ciutat alemanya de Wuppertal o el modern i eficaç Skybus (un altre "tren penjant") de Bombai o projectes realitzats per l'espanyol Alejandro Goicoechea, i fins i tot el terme "aerotrèn" ha arribat a aplicar-se a curiosos experiments com el transport que circulava mitjançant vagons empesos per aire comprimit dins d'un tub de secció circular també en la Nova York de finals de segle XIX-actualment el terme aerotrèn s'utilitza gairebé exclusivament per al·ludir a tot vehicle sense rodes i que circula gràcies a l'efecte terra aconseguit mitjançant la interposició d'un matalàs d'aire comprimit sobre les guies. L'únic vehicle model "I-80", que estava abandonat en el seu dipòsit de la línia de proves de Chevilly, es va incendiar el 22 març 1992. Aquest sistema va consistir en una manera relativament senzill d'assolir altes velocitats, però per contrapartida requeria una onerosa estesa de la guia sobre cavallets de formigó (sense comptar el deteriorament del paisatge i l'ocupació de sòls), a més de provocar gran pol·lució sonora i ambiental causa de l'ús dels motors d'aviació, els quals consumien grans quantitats de combustible. El model elèctric si bé no patia d'aquest desavantatge si ho feia d'altres i de la seva implantació difícil en medis urbans. Aquests inconvenients van fer que a França es suspengués la inversió estatal en aquest tipus de transport i es donés la preferència als trens d'alta velocitat coneguts com a TGV, inspirats en els reeixits Shinkansen japonesos. D'altra banda els avantatges de l'aerotrèn de Bertin es troben en els sistemes de levitació magnètica utilitzats ja pels maglev com el Transrapid alemany. Però aquests al seu torn també tenen desavantatges que els fan tan complexos d'operar com el Aerotren.
D'aquesta manera, l'aerotrèn pròpiament dit és un aerodino, més precisament una mena d'aerolliscador guiat, suportat mitjançant un coixí d'aire sobre una mena de via, tal via era de formigó amb una secció en forma de T (moltes vegades la secció és en forma de T invertida). Per aquest motiu l'aerotrèn s'inscriu en la categoria monorail, tot i que la majoria dels monorails "convencionals" tenen rodes pneumàtiques que roden sobre la guia.

## Història
La invenció de l'aerotrèn es deu a l'enginyer francès Jean Bertin qui havia redescobert i aplicat amb èxit entre 1965 - 1977 el principi de suspensió sobre matalàs d'aire a causa del seu compatriota Louis Dominique Girard. 

el 1958 Bertin va desenvolupar els primers dissenys pràctics i va presentar als poders públics i a la SNCF (Societat Nacional de Ferrocarrils Francesos) una maqueta d'1,5 metres de longitud a escala d'1/20. 

el 1965 s'inaugura la línia de proves de 6,7 km de Gometz-li-Châtel, als afores de París. El primer model d'aerotrèn Bertin era propulsat per un motor a hèlix d'avió muntat sobre el cos aerodinàmic del vehicle; després de diverses experiències el 4 de desembre de 1967 el model d'aerotrèn 01 va arribar a una velocitat de 345 km/h sent impulsat per un turborreactor. El prototip 02 va servir per experimentar amb altes velocitats i va aconseguir 422 km/h el 22 de gener de 1969. A mitjan aquest mateix any, el model interurbà I-80 va començar les proves en part de la línia de proves de Chevilly (18 km), propera a la línia París-Orleans dels ferrocarrils francesos. 

Des del 13 de setembre de 1969 l'aerotrèn va aconseguir 250 km/h al tram nord de la línia. El 1973 l'I-80 va ser dotat d'un nou tipus de propulsió per a altes velocitats. El 5 març 1974 va assolir un rècord mundial per als vehicles sobre matalàs d'aire en assolir 430,4 km/h. Després de l'abandonament del projecte d'operació regular, l'aerotrèn va continuar les seves demostracions fins a 1976, en què va quedar abandonat en el seu hangar de la via de proves. 

Hi va haver un altre prototip, elèctric, que des de desembre de 1969 a gener de 1972 va ser provat en la línia de Gometz. El mateix, conegut com a S-44, era de tipus suburbà, i del tipus previst per emprar en els trams Orly - Roissy i La Défense - Cergy en els suburbis de París. Per a les proves, es va construir una via de 3 km paral·lela a la usada pels prototips 01 i 02. Aquest vehicle va aconseguir una velocitat màxima de 170 km/h. 

## Projectes
Si bé hi va haver molts projectes d'implantació de línies (Brussel·les - Ginebra coneguda com a "Europole" per exemple), el 1974 el govern francès va signar un contracte per construir una línia suburbana d'aerotrèn entre la zona de negocis de Paris La Défense i la ciutat nova de Cergy Pontoise. No obstant això, el 17 de juliol del mateix any el govern va comunicar que no havia de construir la línia a causa d'un programa de reducció de la despesa pública.

## Altres projectes similars a l'aerotrèn
- En Estats Units l'empresa Rohr Industries va realitzar el 1970 per a l'Urban Mass Transit Administration (Administració de Trànsit Urbà Massiu) un prototip de motor lineal amb un cotxe per a 60 passatgers, amb un llarg de 28 metres, un pes de 20,8 tones i una velocitat màxima de 240 km/h, tal prototip es va assajar a la localitat de Pueblo (estat de Colorado), però després no va prosperar.

- Paral·lelament al Regne Unit es va desenvolupar una tecnologia semblant a la francesa de Bertin, en aquest cas amb el nom de tracker hovercraft (aerolliscador guiat) o " hovertrain " (tren elevat) sent el seu principal enginyer Eric Laithwaite.

- En Japó Yasuaki Kohama ha plantejat un disseny d'aerotrèn (Air train) que no recorre al coixí d'aire per levitar sinó a una solució netament aerodinàmica: un vehicle amb plans horitzontals o alerons que en accelerar la seva velocitat levitaria sobre un rail, en aquest cas la levitació estaria donada pel principi que manté en vol als avions i un efecte terra, amb això es busca estalviar energia (no es requeriria la potència necessària addicional per crear un coixí d'aire) i potser es reduiria el so produït per aquesta classe d'enginy. Segons Kohama aquest aerotrèn pot desplaçar-se a velocitats de 430 km/h utilitzant només un quart de l'energia requerida pel maglev comú.[2]

## Notes

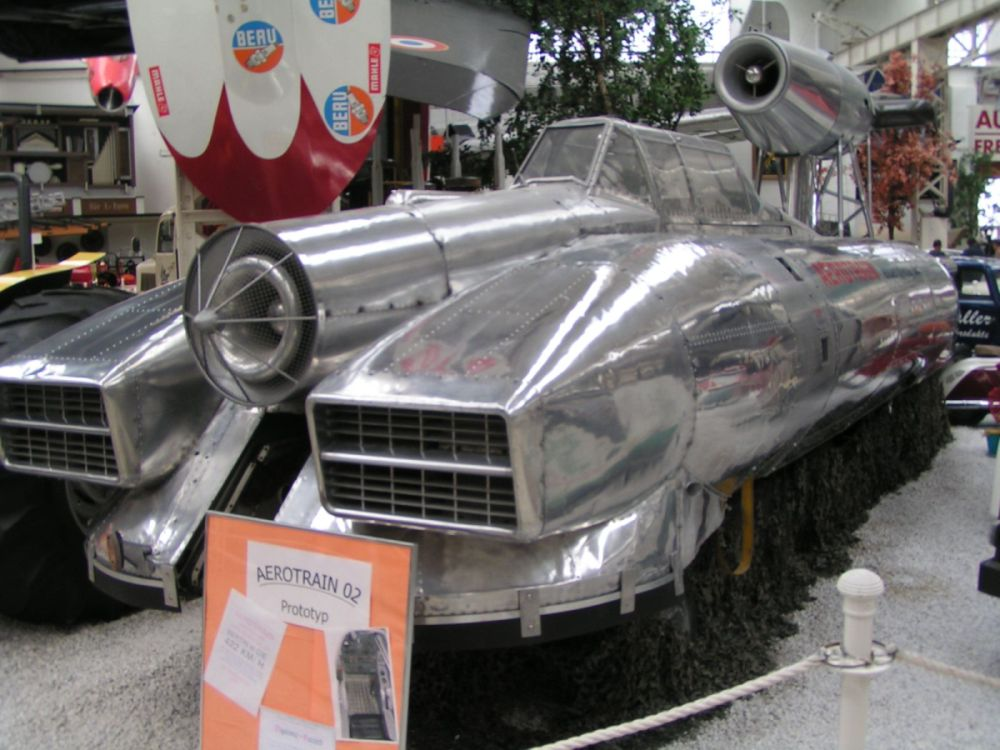
Aerotrén 02, exposat al Museu Tecnològic d'Espira (Alemanya) del 2001 al 2005
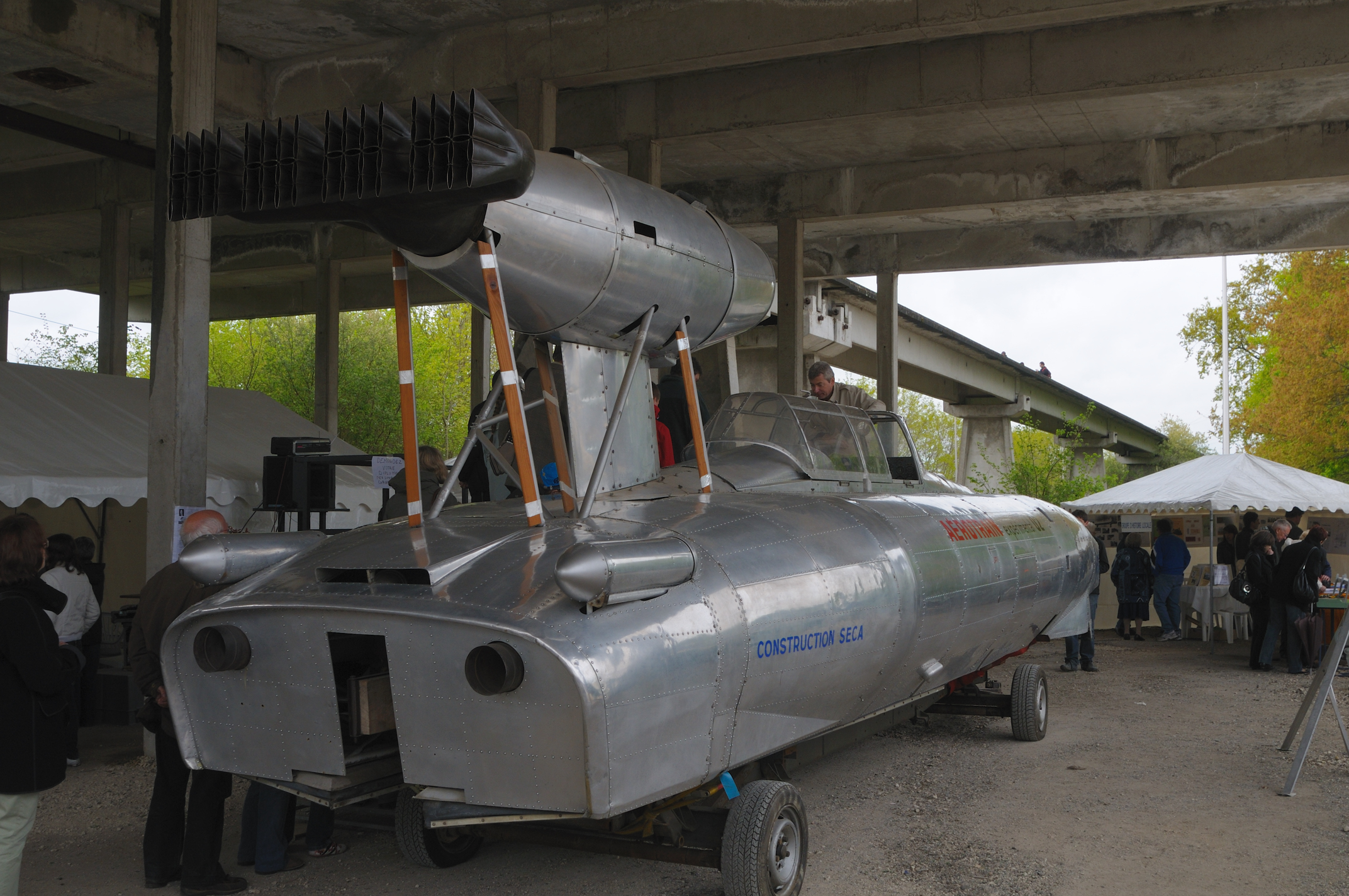
Vista del prototip
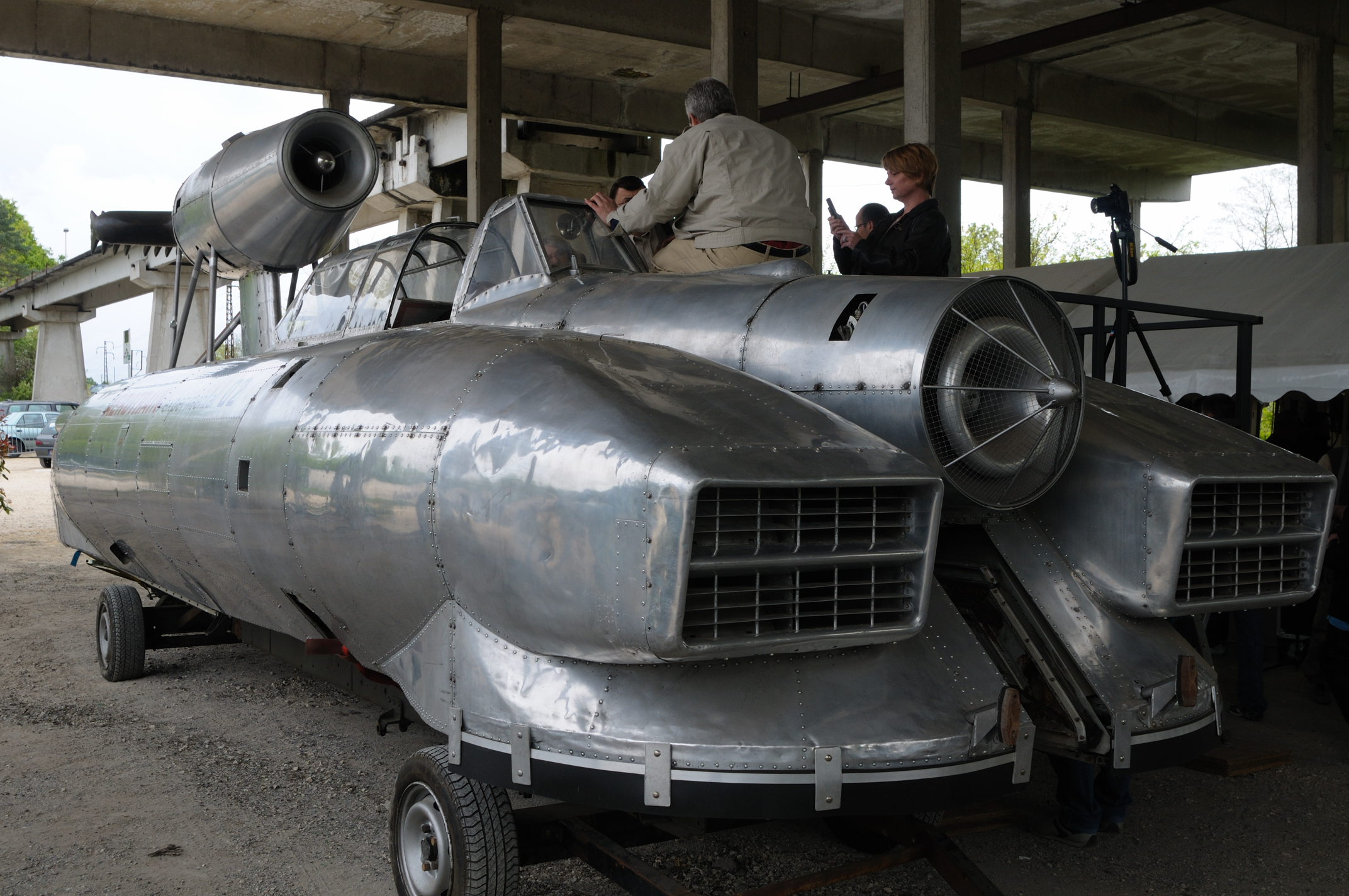
Vista frontal
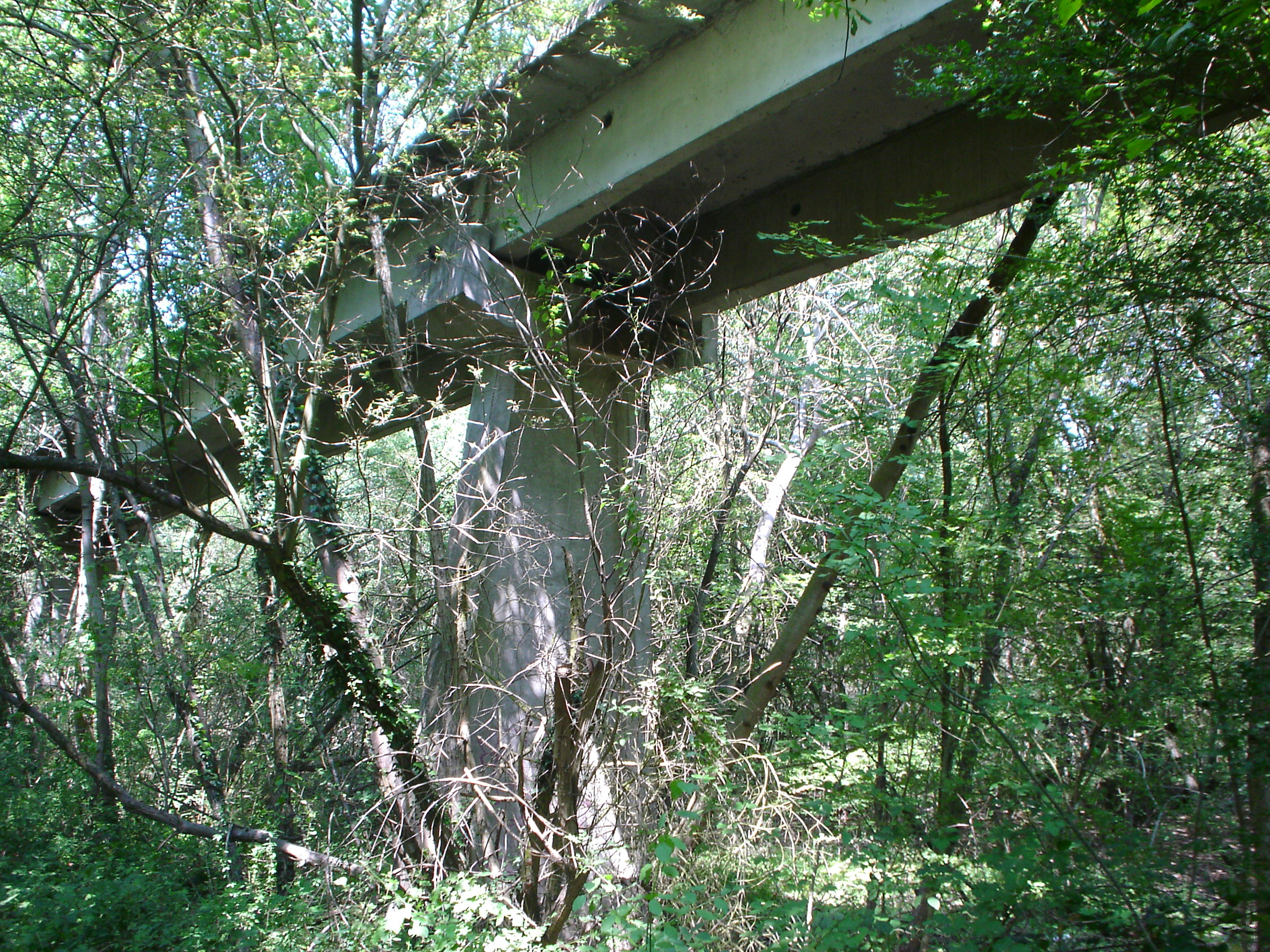
Vista propera de la via de l'aerotren
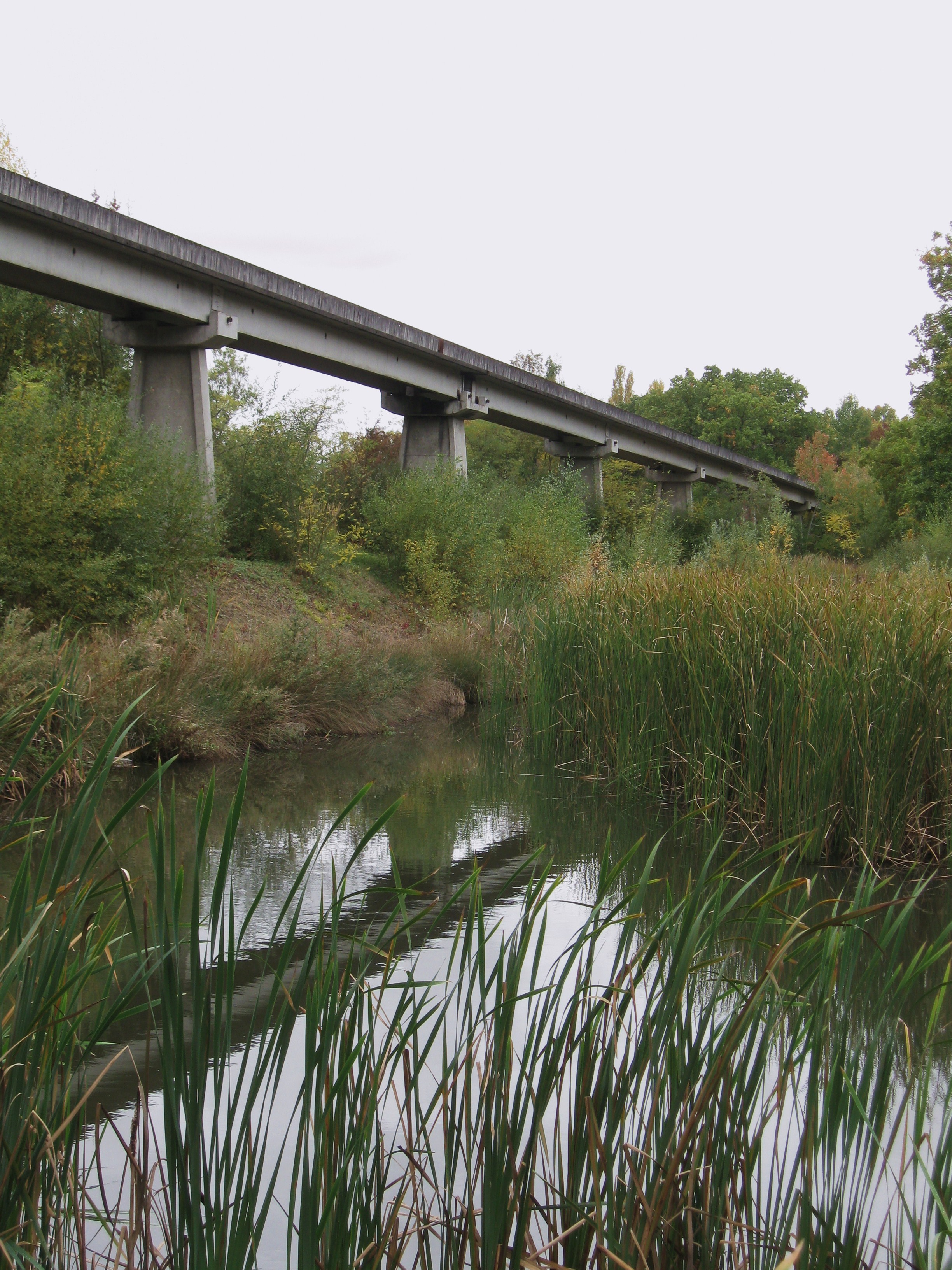
Via de l'aerotren de Saran